# Luiz Eduardo Cheida
Luiz Eduardo Cheida (Penápolis, 23 de junho de 1954) é um médico, ambientalista e político brasileiro filiado ao Movimento Democrático Brasileiro (MDB). Já foi prefeito de Londrina, deputado estadual do Paraná e Secretário Estadual de Meio Ambiente do Paraná.

## Carreira
Aos 19 anos iniciou o curso de medicina na Universidade Estadual de Londrina. É especialista em gastroenterologia clínica e terapia intensiva.
Líder estudantil, presidiu o Diretório Acadêmico de Medicina e participou da luta pela reestruturação da UNE. Teve ativa participação na campanha pela anistia, na campanha pelas eleições presidenciais (Diretas-Já), e nas campanhas pela instalação de uma Assembléia Nacional Constituinte, na época da ditadura militar.
Foi vereador no município de Londrina entre 1989 e 1992, sendo eleito, em seguida, para o cargo de prefeito. Posteriormente, foi secretário municipal e estadual de meio ambiente.
Sua gestão como Prefeito de Londrina foi marcada pelo atraso no pagamento dos salários dos servidores.[carece de fontes?]
Sua gestão frente à SEMA durante o Governo Requião foi marcada por desentendimentos com o setor produtivo, notadamente o agronegócio e o setor elétrico.[carece de fontes?]
Foi também eleito deputado estadual do estado do Paraná.